# Парламентские выборы в Испании (1891)
Парламентские выборы в Испании 1891 года прошли 1 февраля.

## Предыстория
1889 и 1890 годы в истории Испании характеризуются ожесточённой борьбой между двумя ведущими партиями страны по вопросу введения всеобщего избирательного права. Официально обсуждение проекта нового избирательного законодательства началось 23 мая 1889 года, прохода на фоне большого парламентского скандала. 26 июня 1890 года либералам удалось добиться введения в Испании всеобщего избирательного права для мужчин. Победа далась тяжело и вызвала падение кабинета министров во главе с Сагастой. 5 июля 1890 года новым председателем Совета министров стал консерватор Антонио Кановас дель Кастильо. 29 декабря он распускает парламент и назначает досрочные выборы.
В результате реформы избирательного законодательства количество избирателей в Испании выросло почти в 6,8 раза. Впрочем, на итогах голосования это сказалось мало. Созданная ещё в начале 1880-х годах Кановасом дель Кастильо двухпартийная система, в рамках которой две «официальные» партии должны были по очереди сменять друг друга у власти, продолжала действовать, обеспечивая стабильность режима.

## Результаты
1 февраля был избран 401 член Конгресса депутатов в самой Испании, 15 депутатов в Пуэрто-Рико (14 из них представляли Безусловно испанскую партию, выступавшую против независимости острова, де-факто филиал Либерально-консервативной партии, и один автономист) и 30 на Кубе (все от Кубинского конституционного союза, среди которых было 19 консерваторов, 8 либералов, 2 независимых и один реформист).
Победу на выборах одержала Либерально-консервативная партия во главе с Антонио Кановасом дель Кастильо. Считая близких по идеологии депутатов от баскских династистов и союзников из числа либерал-реформистов, консерваторы смогли получить 262 места в Конгрессе депутатов (65,33 %).. Главным оппонентам консерваторов, Либеральной партии Пракседеса Матео Сагасты пришлось удовлетвориться 105 местами (26,19 %), считая сторонников Кристино Мартоса. Удачными выборы можно считать для карлистов и традиционалистов, которые смогли увеличить своё представительство в Конгрессе депутатов с одного места до 8.
Итоги выборов в Конгресс депутатов Испании 1 февраля 1891 года
| Партии и коалиции                                            | Партии и коалиции                                  | Партии и коалиции                                  | Партии и коалиции                         | Лидер                          | Голоса    | Голоса | Голоса | Места      | Места | Места |
| Партии и коалиции                                            | Партии и коалиции                                  | Партии и коалиции                                  | Партии и коалиции                         | Лидер                          | #         | %      | +/−    | Места      | +/−   | %     |
| ------------------------------------------------------------ | -------------------------------------------------- | -------------------------------------------------- | ----------------------------------------- | ------------------------------ | --------- | ------ | ------ | ---------- | ----- | ----- |
|                                                              |                                                    | Либерально-консервативная партия                   | исп. Partido Liberal-Conservador, PLC     | Антонио Кановас дель Кастильо  |           |        |        | 251        | ▲168  | 62,59 |
|                                                              | Либерально-реформистская партия                    | исп. Partido Liberal Reformista, PLR               | Антонио Ромеро Робледо                    |                                |           |        | 11     | ▲1         | 2,74  |       |
| Все консерваторы                                             | Все консерваторы                                   | Все консерваторы                                   | Все консерваторы                          | Все консерваторы               |           |        |        | 262        | ▲169  | 65,34 |
|                                                              |                                                    | Либеральная партия                                 | исп. Partido Liberal, PL                  | Пракседес Матео Сагаста        |           |        |        | 96         | ▼172  | 23,94 |
|                                                              | Мартистас                                          | исп. Martistas                                     | Кристино Мартос                           |                                |           |        | 9      | —          | 2,24  |       |
| Все либералы                                                 | Все либералы                                       | Все либералы                                       | Все либералы                              | Все либералы                   |           |        |        | 105        | ▼173  | 26,19 |
|                                                              |                                                    | Прогрессистско-республиканская партия              | исп. Partido Republicano Progresista, PRP | Мануэль Руис Соррилья          |           |        |        | 11         | ▼1    | 2,74  |
|                                                              | Демократическая партия                             | исп. Partido Democrático Posibilista, PDP          | Эмилио Кастелар                           |                                |           |        | 7      | ▼3         | 1,75  |       |
|                                                              | Федеральная демократическая республиканская партия | исп. Partido Republicano Democrático Federal, PRDF | Франсиско Пи-и-Маргаль                    |                                |           |        | 4      | ▲3         | 1,0   |       |
|                                                              | Централистская республиканская партия              | исп. Partido Republicano Centralista, PRC          | Николас Сальмерон                         |                                |           |        | 3      | —          | 0,75  |       |
| Все республиканцы                                            | Все республиканцы                                  | Все республиканцы                                  | Все республиканцы                         | Все республиканцы              |           |        |        | 26         | ▲3    | 6,48  |
|                                                              |                                                    | Традиционалистское причастие                       | исп. Comunión Tradicionalista, CT         | Маркиз де Серральбо            |           |        |        | 5          | ▲4    | 1,25  |
|                                                              | Национальная католическая партия                   | исп. Partido Católico Nacional, PCN                | Рамон Носедаль                            |                                |           |        | 2      | Первый раз | 0,50  |       |
| Все карлисты и традиционалисты                               | Все карлисты и традиционалисты                     | Все карлисты и традиционалисты                     | Все карлисты и традиционалисты            | Все карлисты и традиционалисты |           |        |        | 8          | ▲7    | 2,00  |
|                                                              |                                                    |                                                    |                                           |                                |           |        |        |            |       |       |
| Всего                                                        | Всего                                              | Всего                                              | Всего                                     | Всего                          | н/д       | 100,00 |        | 401        | ▲6    | 100   |
| Зарегистрировано/Явка                                        | Зарегистрировано/Явка                              | Зарегистрировано/Явка                              | Зарегистрировано/Явка                     | Зарегистрировано/Явка          | 4 802 500 | н/д    |        |            |       |       |
|                                                              |                                                    |                                                    |                                           |                                |           |        |        |            |       |       |
| Источник: - Historia Electoral - Spain Historical Statistics |                                                    |                                                    |                                           |                                |           |        |        |            |       |       |

1. ↑  Включая двух баскских династистов
2. ↑  Во многих случаях демократы получили поддержку либералов
3. ↑  Считая одного независимого республиканца
4. ↑  Считая одного независимого традиционалиста

## Результаты по регионам
Либералы-консерваторы заняли первое место по количеству избранных депутатов в 43 провинциях. Либералы смогли победить в Логроньо (ныне Риоха) и Малаге. В Вальядолиде, Уэльве и на Канарах (в то время единой провинции) первое место поделили либералы и консерваторы. В баскской провинции Гипускоа мандаты разделили либералы и интегристы. Консерваторы одержали уверенную победу в трёх из четырёх крупнейших городах страны. Они смогла получить 6 мандатов из 8 в Мадриде, 3 из 5 в Барселона и 3 из 4 в Севильи. В Валенсии мандаты поделили между собой консерваторы, либералы и республиканцы-прогрессисты. Либералы взяли 2 мандата в Мадриде. Два оставшихся барселонских мандата поделили республиканцы-прогрессисты и республиканцы-федералисты. Один мандат в Севильи достался республиканцам.

## После выборов
За время работы законодательного органа Испания пережила Войну на Филиппинах (кампания генерал Валериано Вейлера, 1891 год) и ряд анархистских конфликтов (1892 год).
3 апреля 1891 года члены Конгресса депутатов нового созыва выбрали председателя. Им стал Алехандро Пидаль-и-Мон (Либерально-консервативная партия), за которого проголосовали 223 парламентария. Председателем Сената был генерал Арсенио Мартинес де Кампос (Либеральная партия).
Вскоре после выборов Франсиско Ромеро Робледо и его сторонники из Либерально-реформистской партии вернулись в ряды Либерально-консервативной партии. Во многом это стало причиной того, что в ноябре 1891 года министр внутренних дел Франсиско Сильвела-и-Ле Веллёз ушёл в отставку и сформировал новую партию, Консервативный союз.